# Palau Moja
El Palau Moja és un edifici al carrer de la Portaferrissa cantonada amb la Rambla de Barcelona, declarat bé cultural d'interès nacional, amb un entorn de protecció comú amb l'Església de Betlem, situada just al davant. Actualment és la seu de la Direcció General del Patrimoni Cultural de la Generalitat de Catalunya.

## Història

### Els marquesos de Cartellà i de Moja
El 1687, Lluís de Desbach-Descatllar i d'Oms va adquirir una propietat al carrer de la Portaferrissa a Francesc Bover, ciutadà honrat de Barcelona. Casat amb Gertrudis de Cartellà i d'Ahones, fou succeït pel seu fill Pere de Cartellà i Desbach, que el 1702 rebé el títol de marquès de Cartellà de mans de Felip V. El 1692, va adquirir en emfiteusi al Batlle general de Catalunya una part de la muralla al costat de la Porta Ferrissa, i el 1704 va obtenir la facultat d'obrir-hi portes, finestres i balcons i edificar-hi a sobre.
El 1774, la seva neta Maria Lluïsa de Cartellà i de Sarriera, tercera marquesa de Cartellà i esposa de Josep de Copons i Oms, marquès de Moja, va encarregar el projecte d'una nova residència a l'arquitecte Josep Mas i Dordal, autor entre d'altres de l'església de la Mercè, Sant Vicenç de Sarrià i l'ampliació del Palau Episcopal. Per a la construcció s'hagueren d'enderrocar la muralla i la Porta Ferrissa amb les dues torres que la flanquejaven, així com algunes cases que s'havien adquirit per a engrandir el solar. Les obres (el permís de les quals fou demanat el 1776) foren dirigides per Pau Mas i Dordal, germà de Josep, i l'estiu del 1786 s'hi va celebrar la festa de compromís de la filla gran dels marquesos, Maria Josepa de Copons i de Cartellà (1762-1822), amb Narcís de Sarriera i de Copons, fill dels comtes de Solterra. Segons les cartes de pagament, el palau es va acabar el 1789, després de quinze anys d'obres.
A la seva mort, la marquesa fou succeïda per la seva filla Maria de Sarriera i de Copons (1790-1850), casada amb Gaietà de Cortada i d'Amat, baró de Maldà i Maldanell. Aquesta va morir sense descendència, i fou succeïda per la seva germana Josepa (1796-1865), casada amb Pere Carles de Sentmenat i de Riquer, marquès de Castelldosrius, que també morí sense descendència. Aleshores, el palau va ser llogat al Foment del Treball Nacional, que hi va fer la campanya a favor del proteccionisme de l'any 1869.

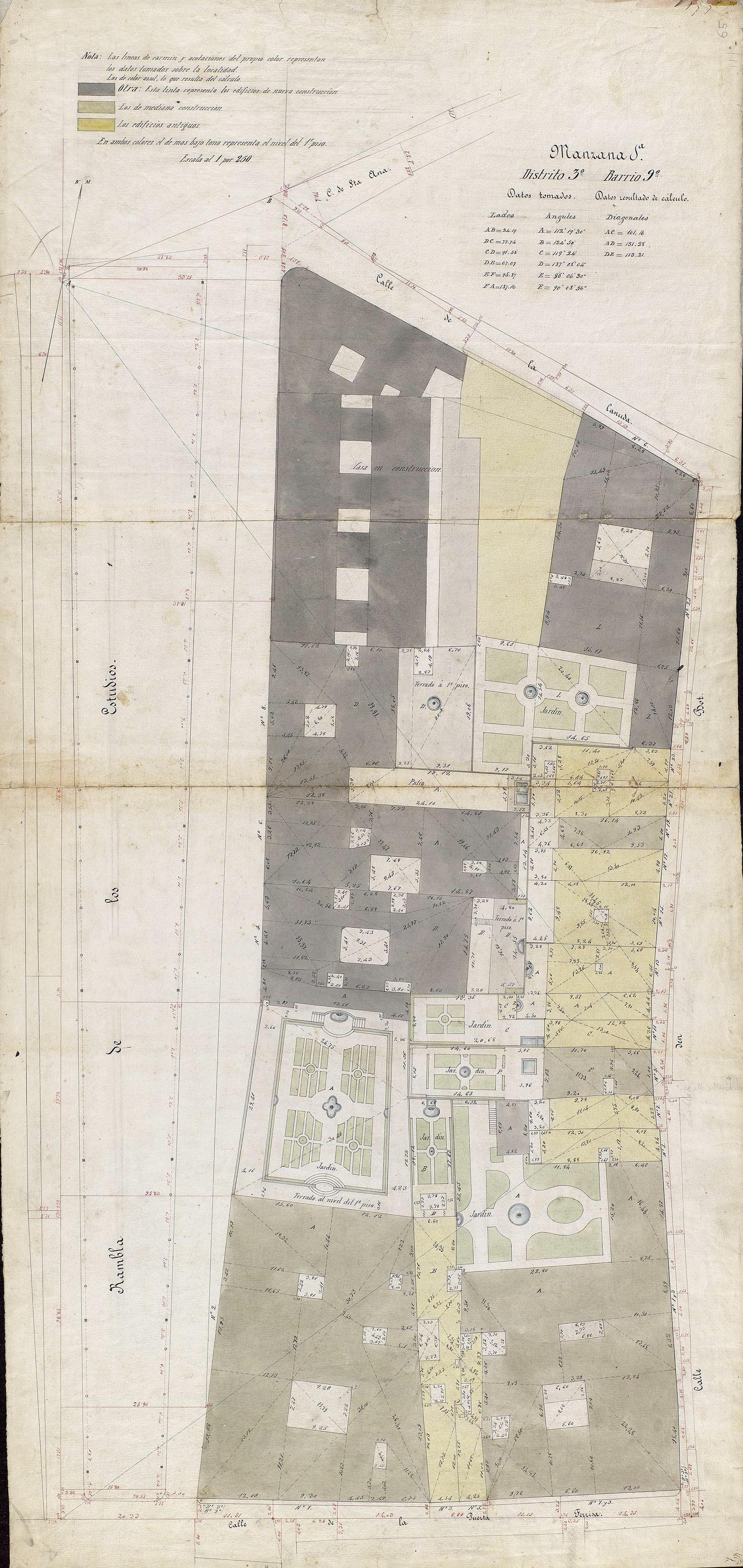
Quarteró núm. 65 de Garriga i Roca (c. 1860)

### Els marquesos de Comillas
El 1870, l'indià Antonio López y López, nascut a Comillas (Cantàbria) i que havia fet una gran fortuna a Cuba, va comprar el palau als marmessors de la marquesa per 154.000 duros, i l'any següent va fer reformar el segon pis, segons el projecte de l'arquitecte Josep Oriol Mestres. Segons Alcolea, va ser providencial la clàusula del testament de la marquesa, que establia que els futurs posseïdors del palau no poguessin enderrocar-lo, i només admetia la possibilitat de replantejar la distribució interior del segon i del tercer pis, així com la d'obrir balcons exteriors en aquest últim, sempre que se'n respectés el caràcter arquitectònic del palau. També acceptava que es pogués edificar a l'espai corresponent al jardí.
El 9 de gener del 1875, el palau va rebre la visita del jove rei Alfons XII, que hi va pujar a cavall des del port amb una barretina a la mà, per a fer-se càrrec de la corona espanyola en la Restauració borbònica i hi va dormir al Saló Blau. El 1876, Mossèn Cinto Verdaguer es va instal·lar a la segona planta i hi va viure quinze anys, primer com a capellà de la família (celebrava missa a la capella annexa al saló principal) i des del 1883 com almoiner. Això li va permetre freqüentar els ambients socials més elevats i alhora els més miserables de l'època. Sota el mecenatge del marquès, Verdaguer va produir la seva obra més important, el poema L'Atlàntida.
Aquell mateix any, i per tal d'ampliar els jardins, el seu gendre Eusebi Güell, propietari del veí Palau Palmerola i casat amb Isabel López i Bru, va adquirir per 13.000 pessetes una part del jardí de la casa del carrer d'en Bot, 9 en benefici del seu sogre. El 1881, Antonio López va adquirir l'edifici veí del núm. 3 del carrer de la Portaferrissa, que va unir al palau amb una reforma projectada pel mateix arquitecte. El 1888, cinc anys després de la seva mort, es va fer l'inventari i partició de la seva herència, i el palau passà a mans del seu fill Claudi López i Bru, segon marquès de Comillas, com a part d'un fideïcomís lligat al títol. El 1891, el nou marquès va instal·lar al segon pis les oficines de la Companyia Transatlàntica, que tenia l'exclusiva de la ruta entre Espanya i les Antilles i de la qual el seu pare n'havia estat el fundador.
A la seva mort el 1925, el palau va passar a mans del seu nebot Joan Antoni Güell i López, tercer marquès de Comillas i segon comte de Güell, que el 1916 va rebre de mans d'Alfons XIII el títol de comte de San Pedro de Ruiseñada. El 1934 es va enderrocar la tàpia del jardí elevat i desmuntar el terraplè per a construir-hi els magatzems SEPU, projectats per l'arquitecte Ricardo de Churruca i inaugurats l'any següent. També es va obrir una porxada als baixos de la Rambla per a facilitar la circulació dels vianants. Durant la Guerra Civil, el palau passà a ser seu de la Confederació Nacional del Treball (CNT). L'any 1940, mentre es restaurava l'edifici de la Duana de Barcelona, les oficines passaren al segon pis del palau. Posteriorment, hi van ser les oficines de la Companyia Transatlàntica (per segona vegada), fins que es va desplaçar definitivament a la plaça del Duc de Medinaceli. El segon pis es va convertir en la seu del Banco Atlántico, de la qual el marquès de Comillas era un dels fundadors.
A la mort de Joan Antoni Güell l'any 1958, el palau va entrar en decadència. L'any 1969 va ser declarat monument històricoartístic i el 1971 va patir un greu incendi que el va afectar molt. Va restar abandonat fins al 1982, quan fou adquirit per la Generalitat de Catalunya i restaurat sota la direcció de l'arquitecte Francesc Mitjans, i les pintures d'«El Vigatà» per un equip dirigit per Josep Maria Xarrié.

### Sala d'exposicions Max Cahner iThe Catalan Heritage House
Als baixos del palau hi havia una sala d'exposicions batejada en honor a l'exconseller de Cultura i Mitjans de Comunicació Max Cahner, que el 22 desembre del 2010 hi va descobrir una placa commemorativa, en un acte presidit per l'aleshores conseller Joan Manuel Tresserras. Cahner va morir l'octubre del 2013, i uns mesos després, el juliol del 2014, el Departament de Cultura va anunciar que hi obriria un espai de promoció del patrimoni cultural de Catalunya. Les obres van començar l'any següent, sota el mandat del conseller Ferran Mascarell, i en algun moment, la placa va desaparèixer sense que ningú se n'adonés. Finalment, el maig del 2016 fou inaugurat l'espai Palau Moja. The Catalan Heritage House.
A principis de desembre del 2024, s'hi va inaugurar als baixos l'Espai Moja, amb l'exposició immersiva Catalunya: Patrimoni Viu, la qual hi romandrà diversos anys. També hi ha un Punt d'Atenció Turística, amb entrada per la Rambla.

## Descripció
És un edifici neoclàssic caracteritzat per la sobrietat de línies, el predomini de les rectes, els volums geomètrics i l'absència de decoració, especialment a les façanes, on els elements verticals compensen el volum arquitectònic del palau, d'alçada reduïda i tendència apaisada.
En planta, el palau es caracteritza per la seva irregularitat. Un primer cos, el de la façana principal, que dona al carrer de la Portaferrissa, conté el portal, amb reminiscències barroques en la decoració, i l'escala principal, que fou reformada el 1875. Passat el vestíbul s'entra al pati, amb funcions més aviat de celobert. Un segon cos, articulat entorn del gran volum del saló central, amb sales i alcoves a banda i banda, forma les façanes laterals de la Rambla i la que donava al desaparegut jardí, situat a nivell de la primera planta, i al fons del qual l'arquitecte Antoni Rovira i Trias projectà el 1856 una loggia amb columnes corínties i decorada amb gerros de terracota.
Les tres façanes foren decorades per Francesc Pla, dit «el Vigatà» (1743-1805), tot i que la de la Rambla ha estat atribuïda tradicionalment a Joseph Flaugier. Actualment només se'n conserva la traça de les de la façana principal.
L'element més notable és, sens dubte, el gran saló, de planta quadrada i dos pisos d'alçada, i que fou una innovació total a la Barcelona del xviii. El que li donà, però, una magnificència més gran foren les pintures murals que el decoren, obra d'«el Vigatà», i que daten del 1791. Les pintures, dotades d'una gran capacitat de concentrar l'expressió dels personatges en unes pinzellades, fan al·lusió a escenes històriques i llegendàries de la família Cartellà, propietaris de la casa. En un costat del saló hi ha una petita capella, decorada també pel Vigatà. Altres sales de la casa tenen pintures, algunes ja del segle xix. D'altra banda, Pere Pau Muntanya (1749-1803) va pintar els arrambadors de sis salons.

## Galeria d'imatges

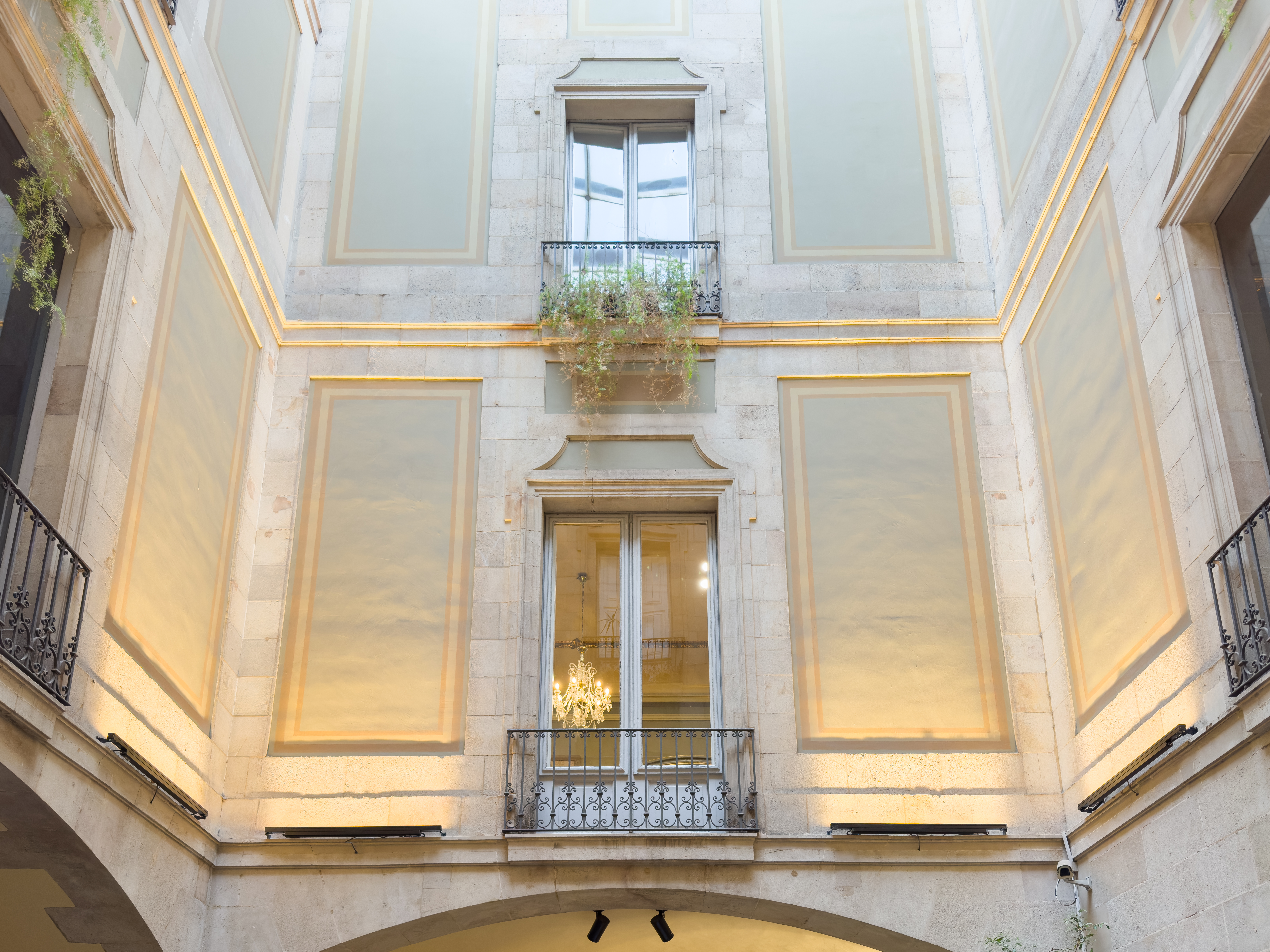
Façana del pati
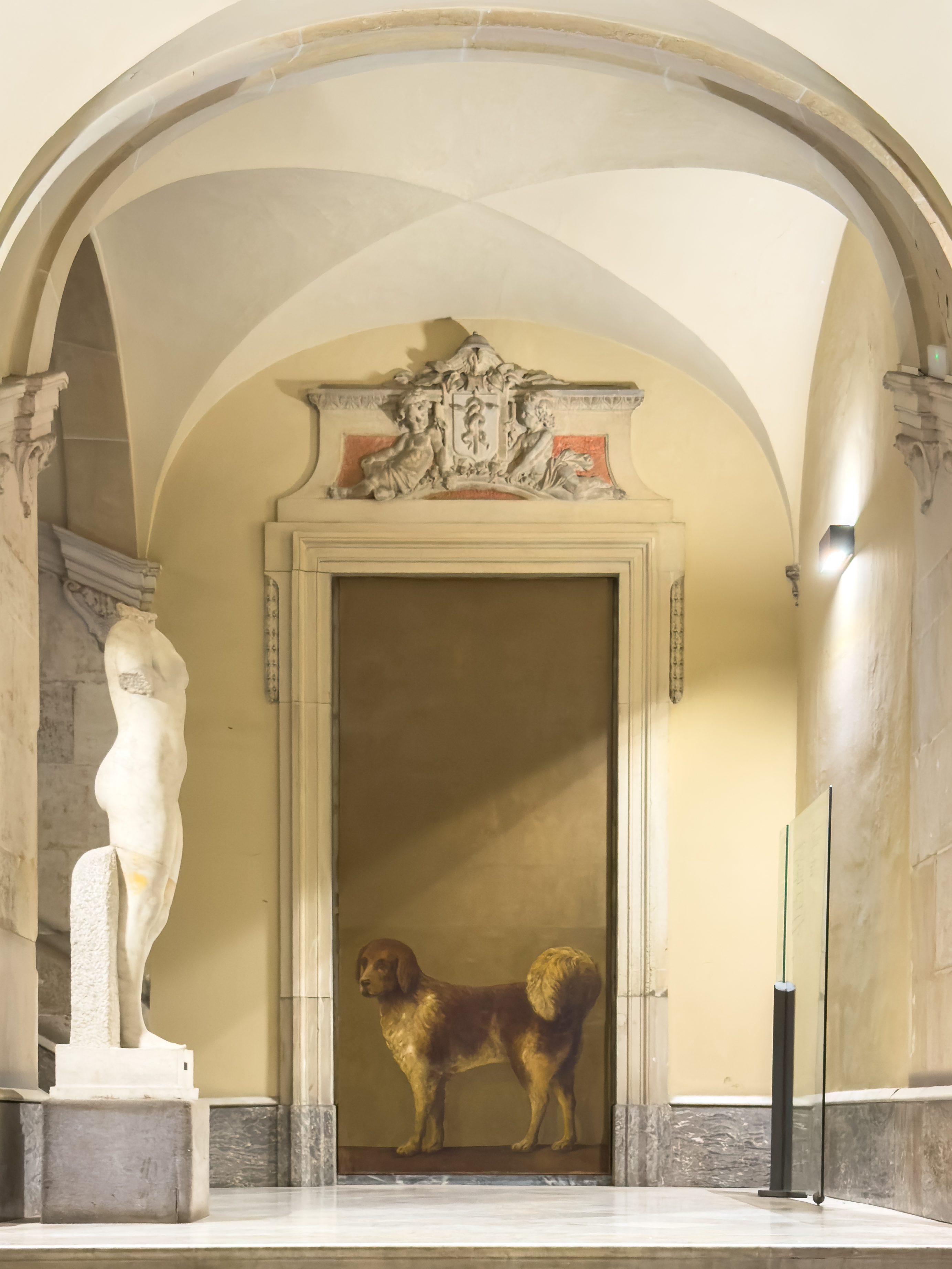
Escala interior
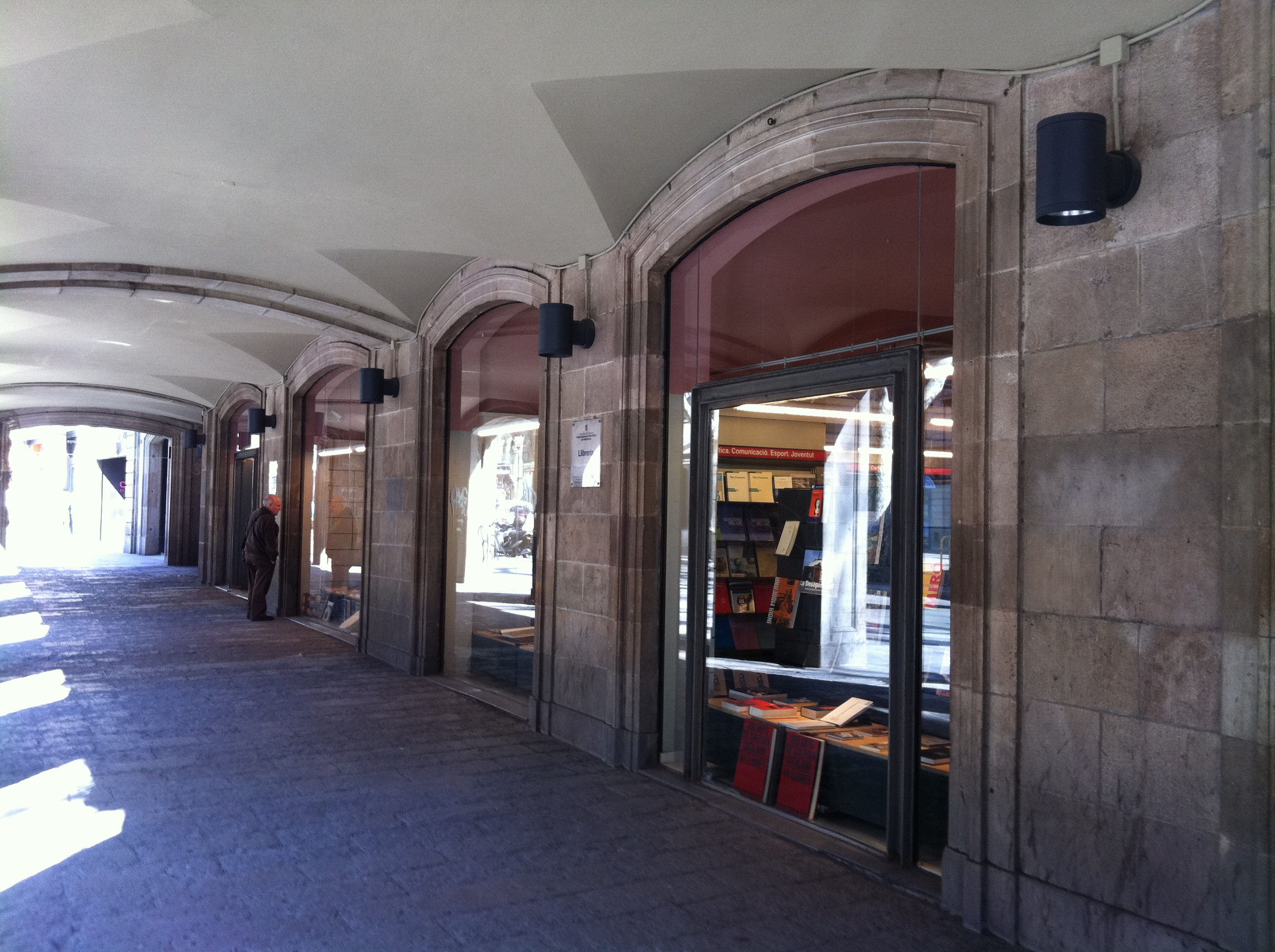
Porxo amb l'antiga Llibreria de la Generalitat
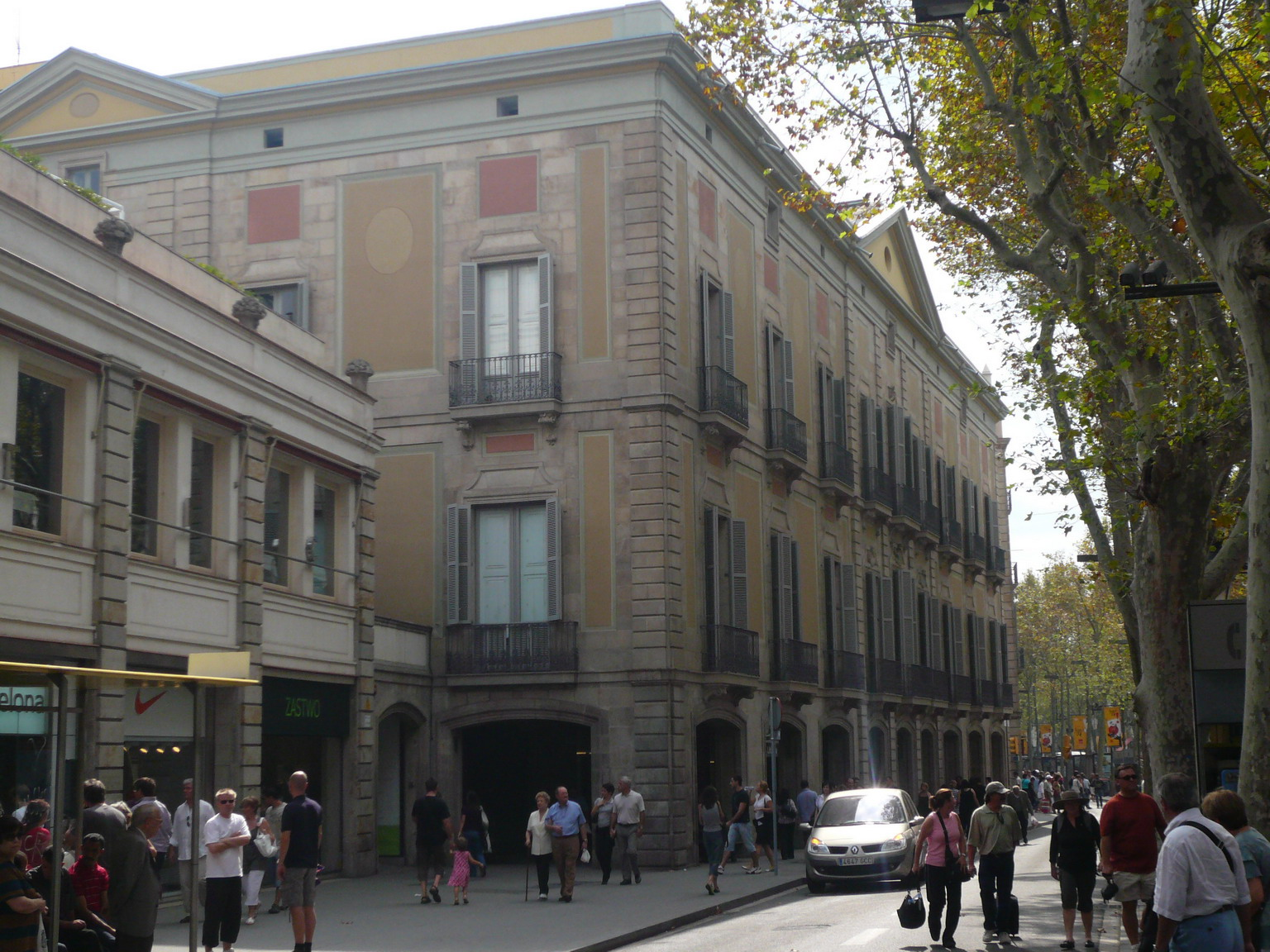
Façanes del jardí i de la Rambla
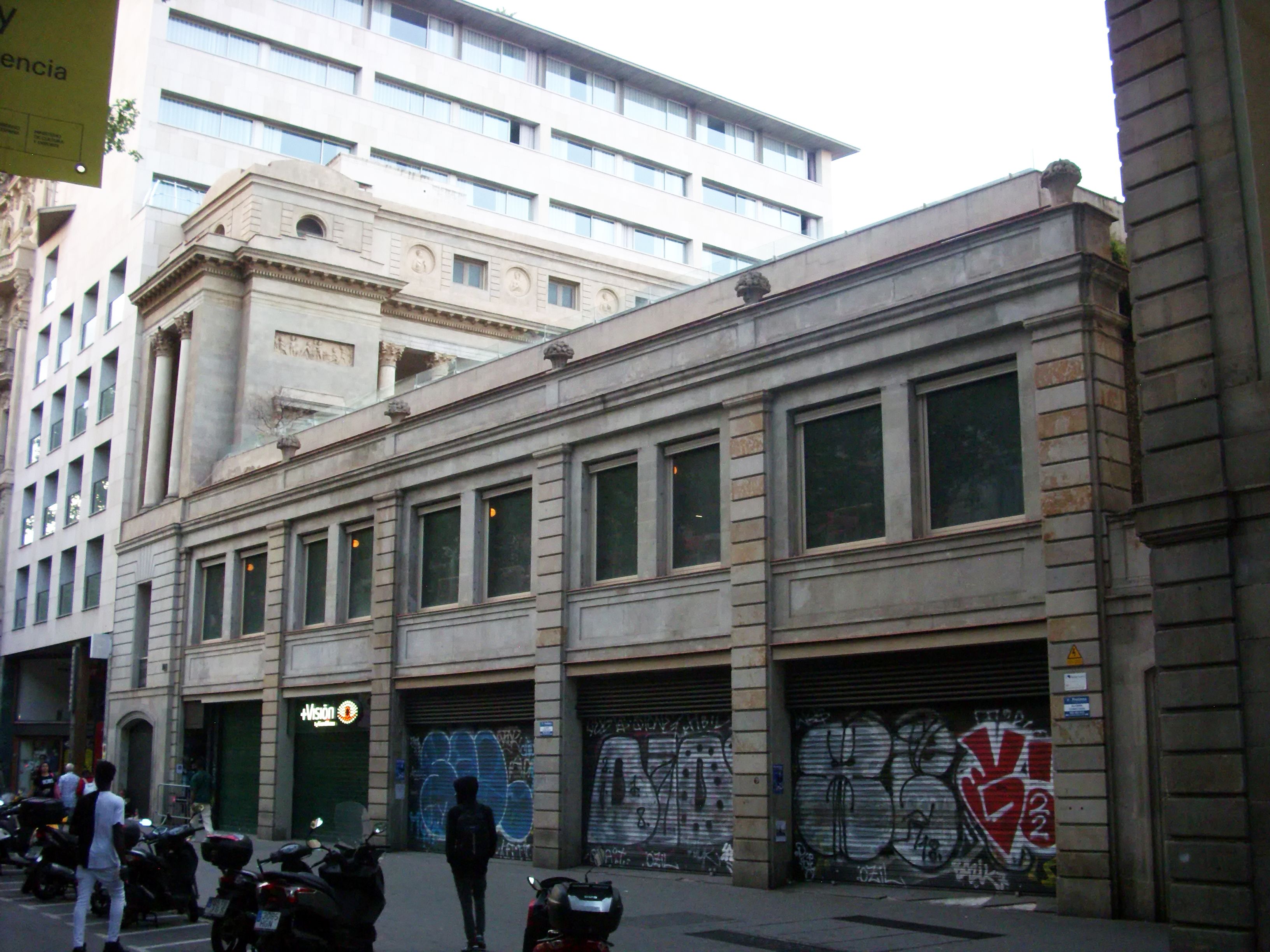
Antics magatzems SEPU, construïts sobre l'antic jardí del Palau. Al fons, la loggia neoclàssica d'Antoni Rovira i Trias
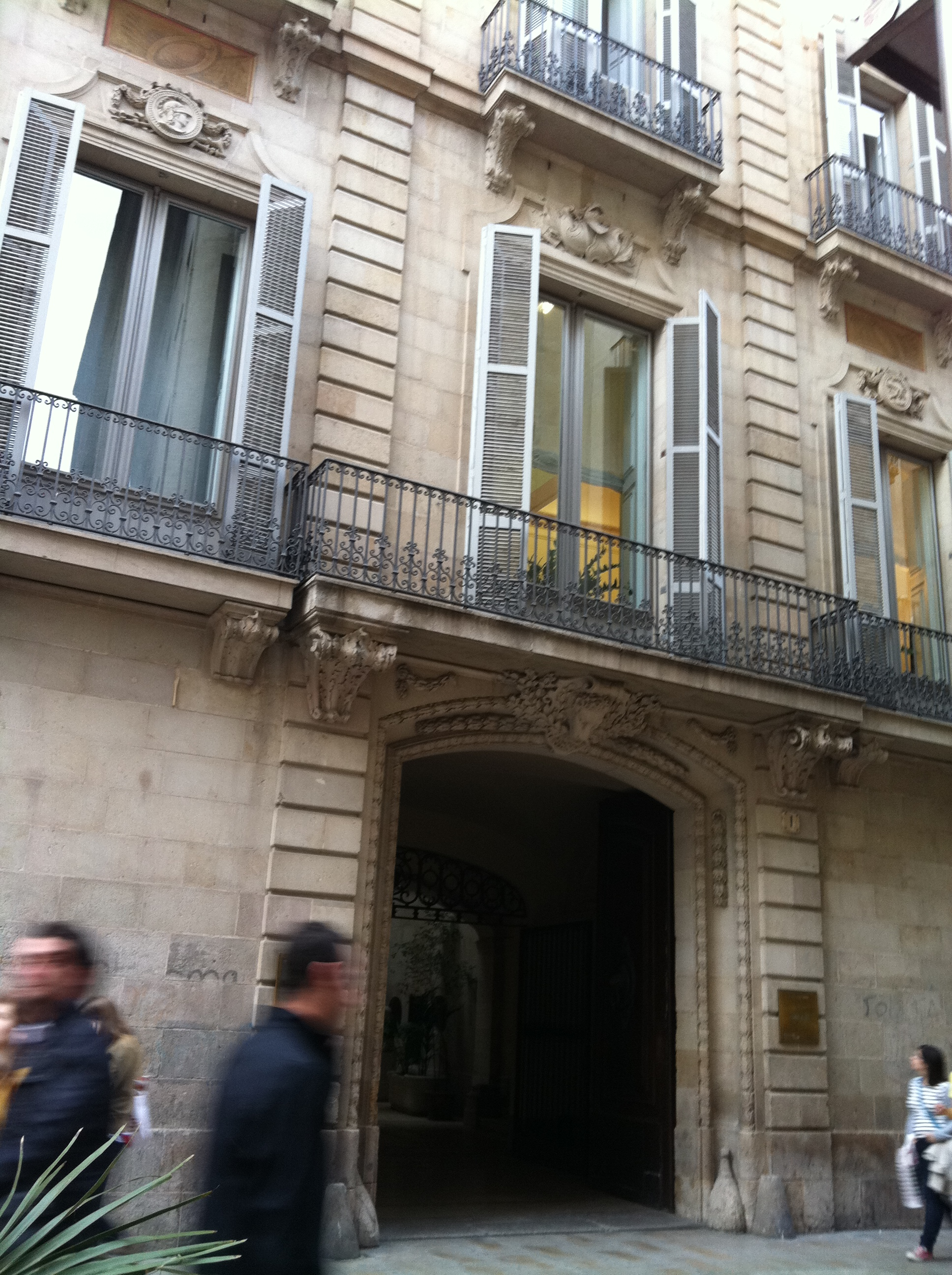
Entrada principal
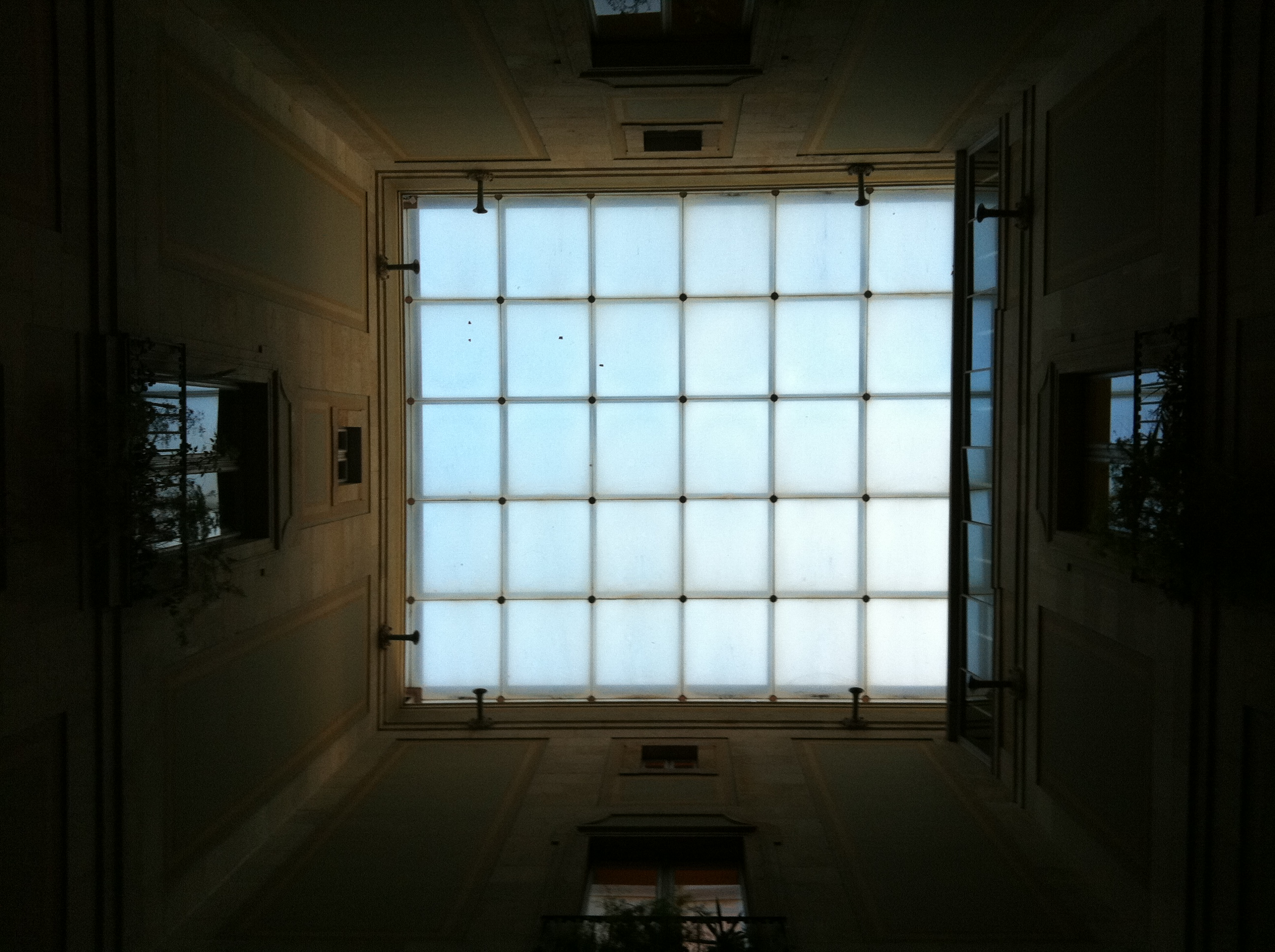
Lluerna del celobert
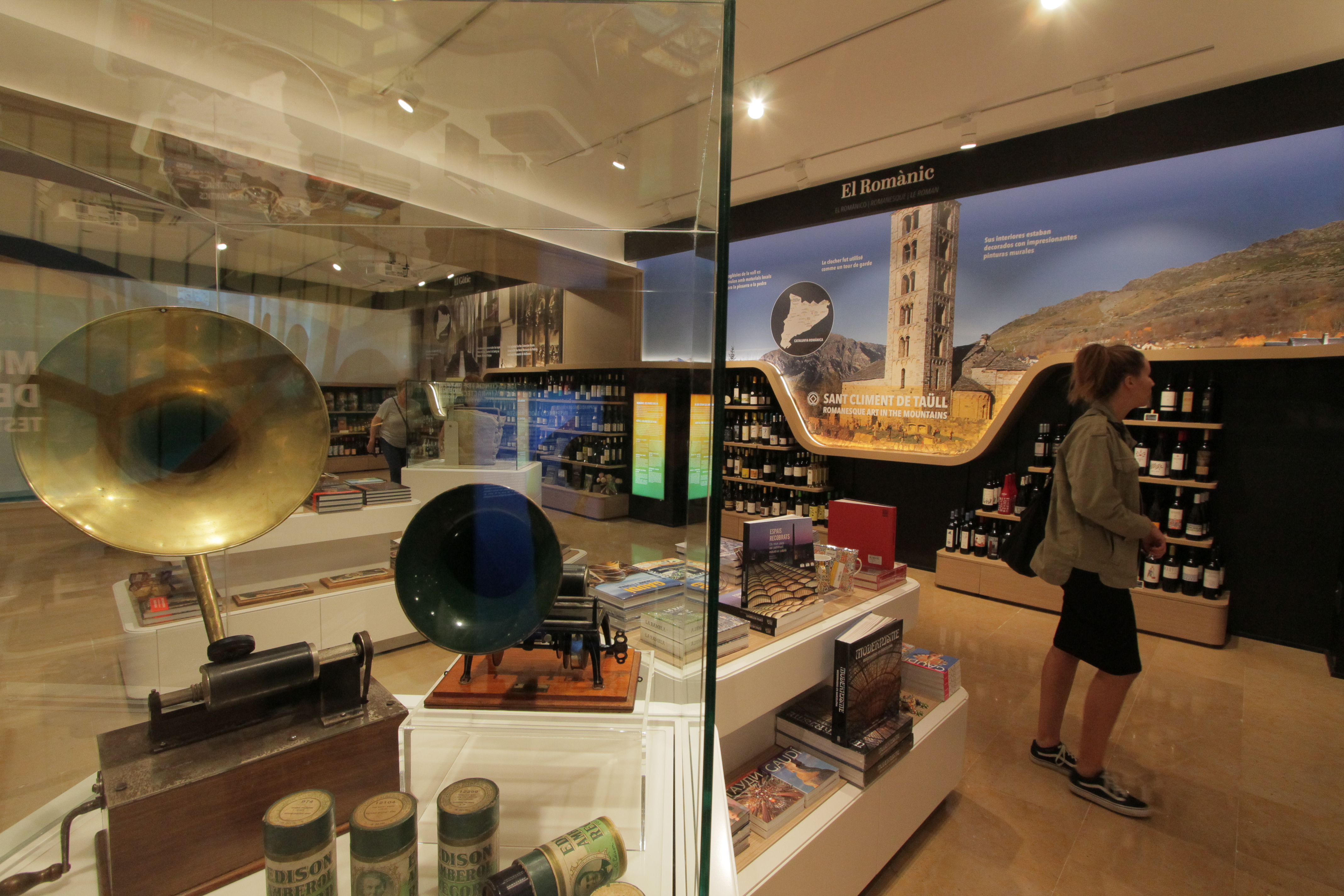
Imatge de la nova instal·lació a Palau Moja. The Catalan Heritage House
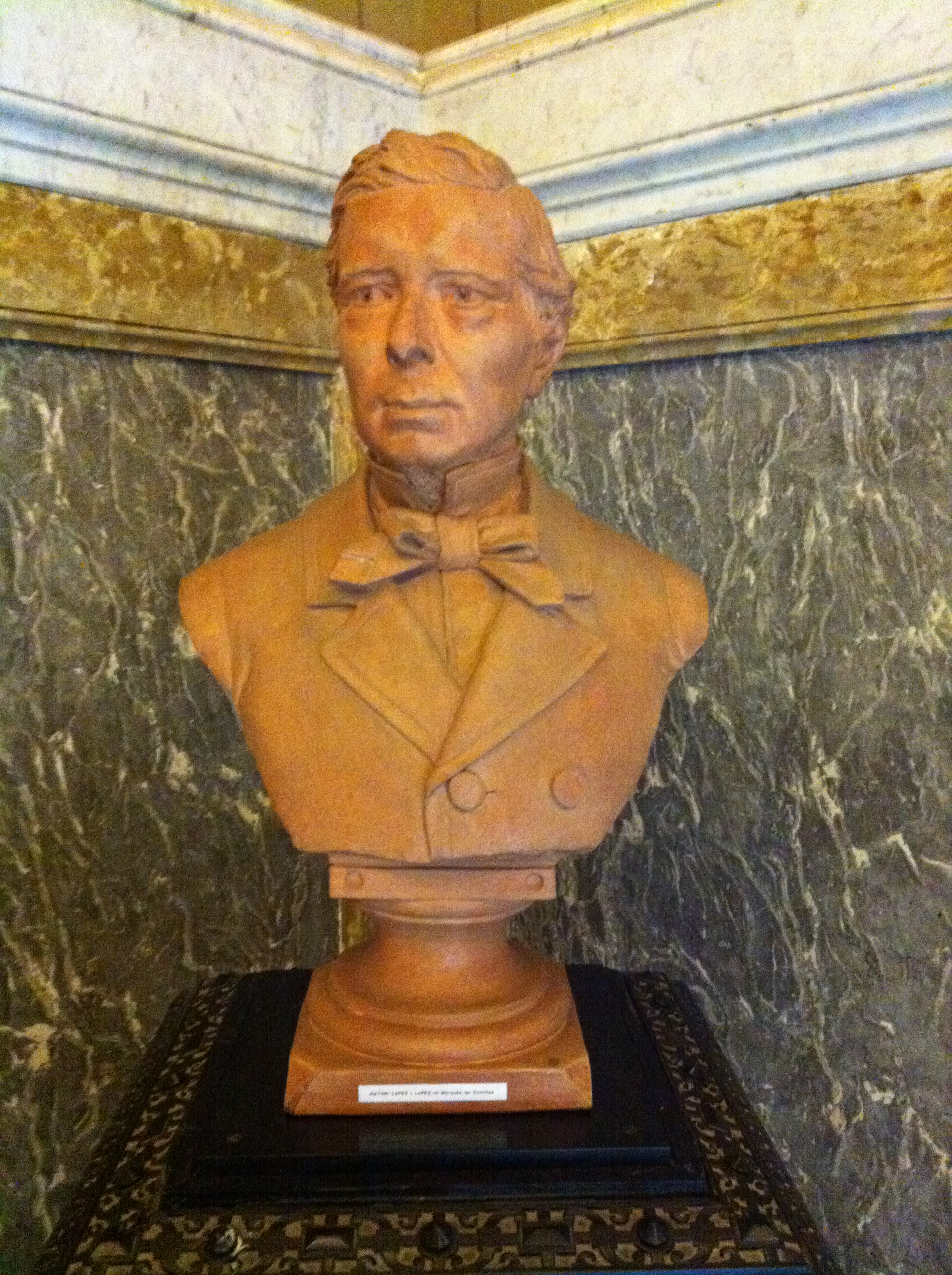
Bust d'Antonio López, primer marquès de Comillas, dins el palau
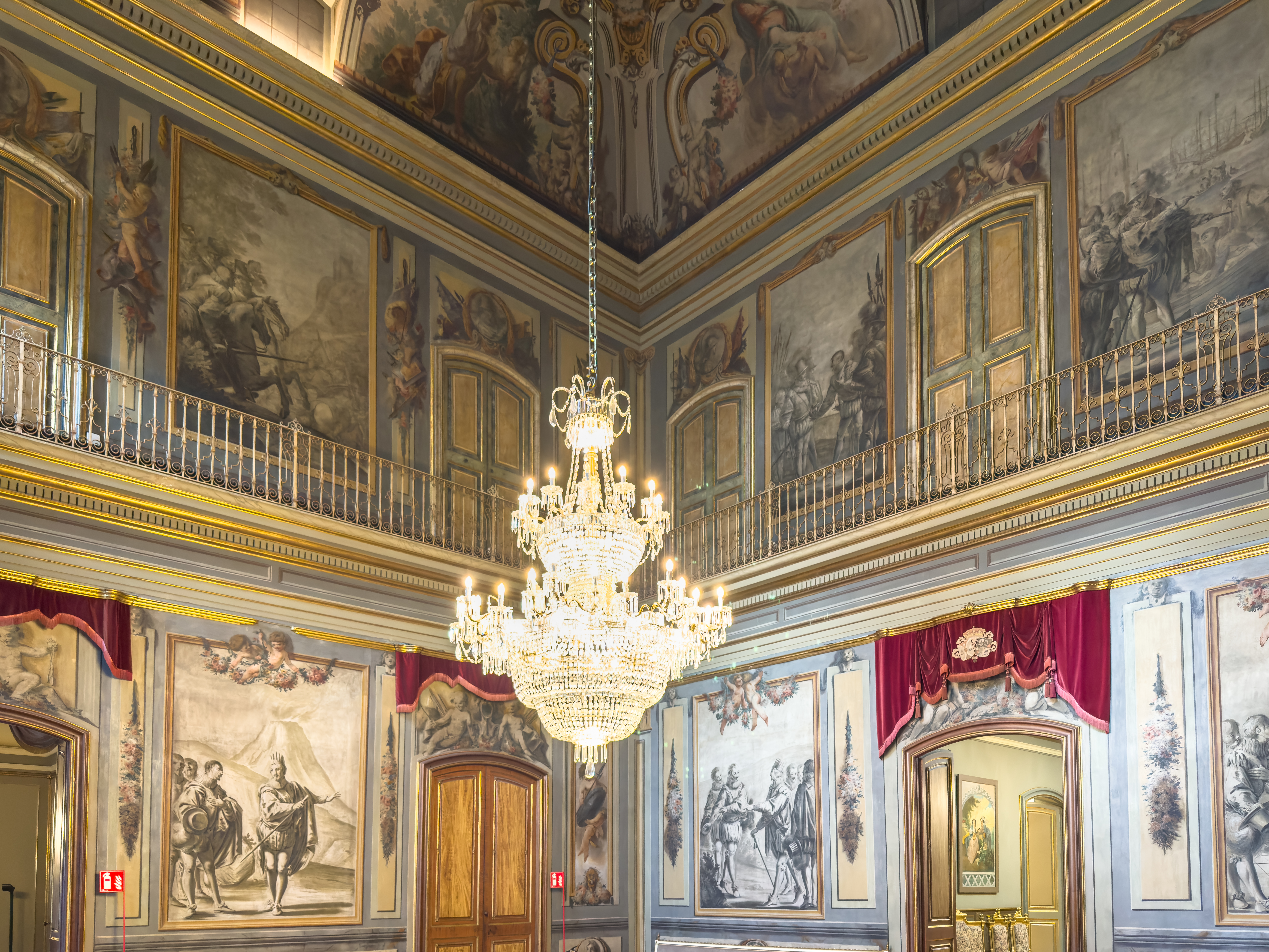
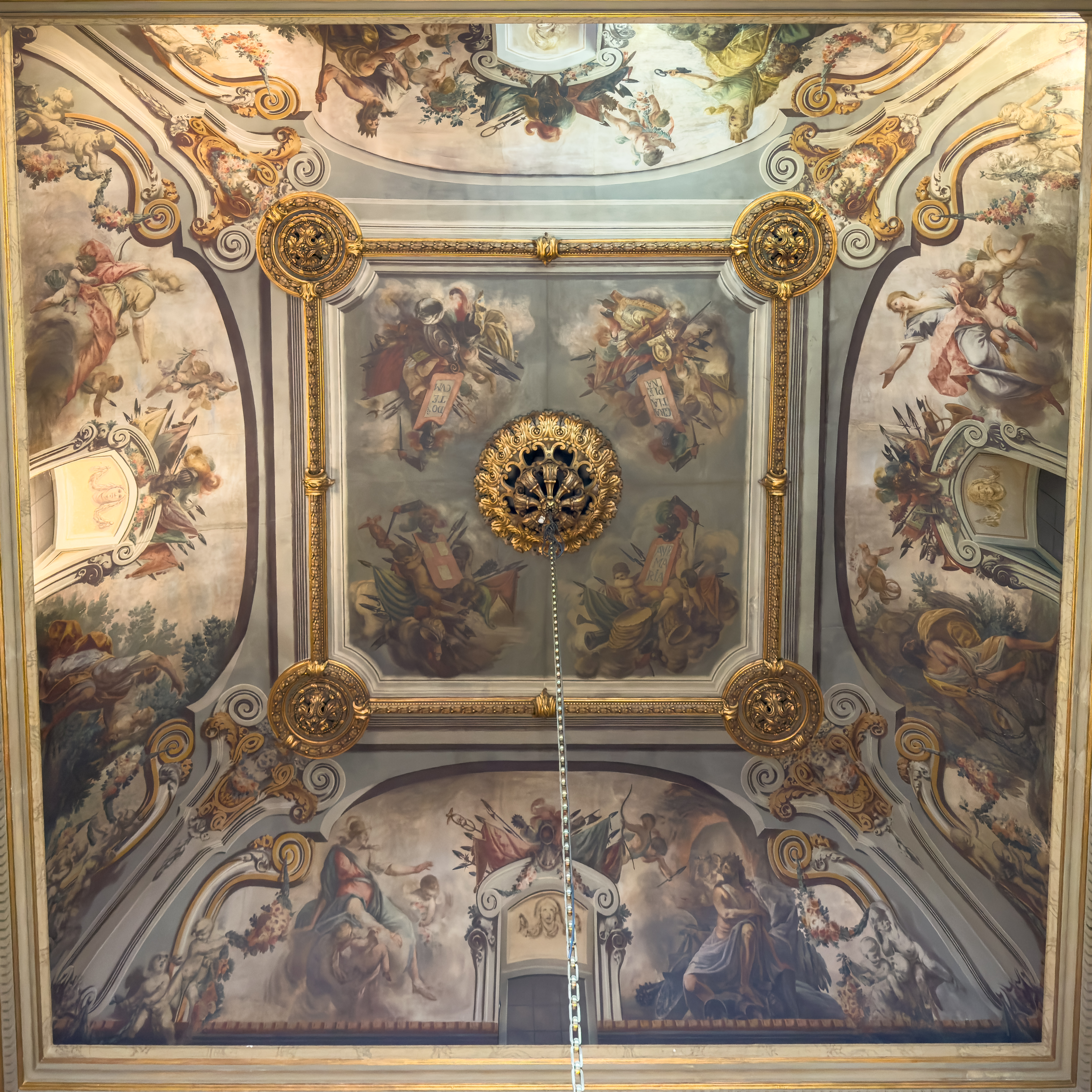
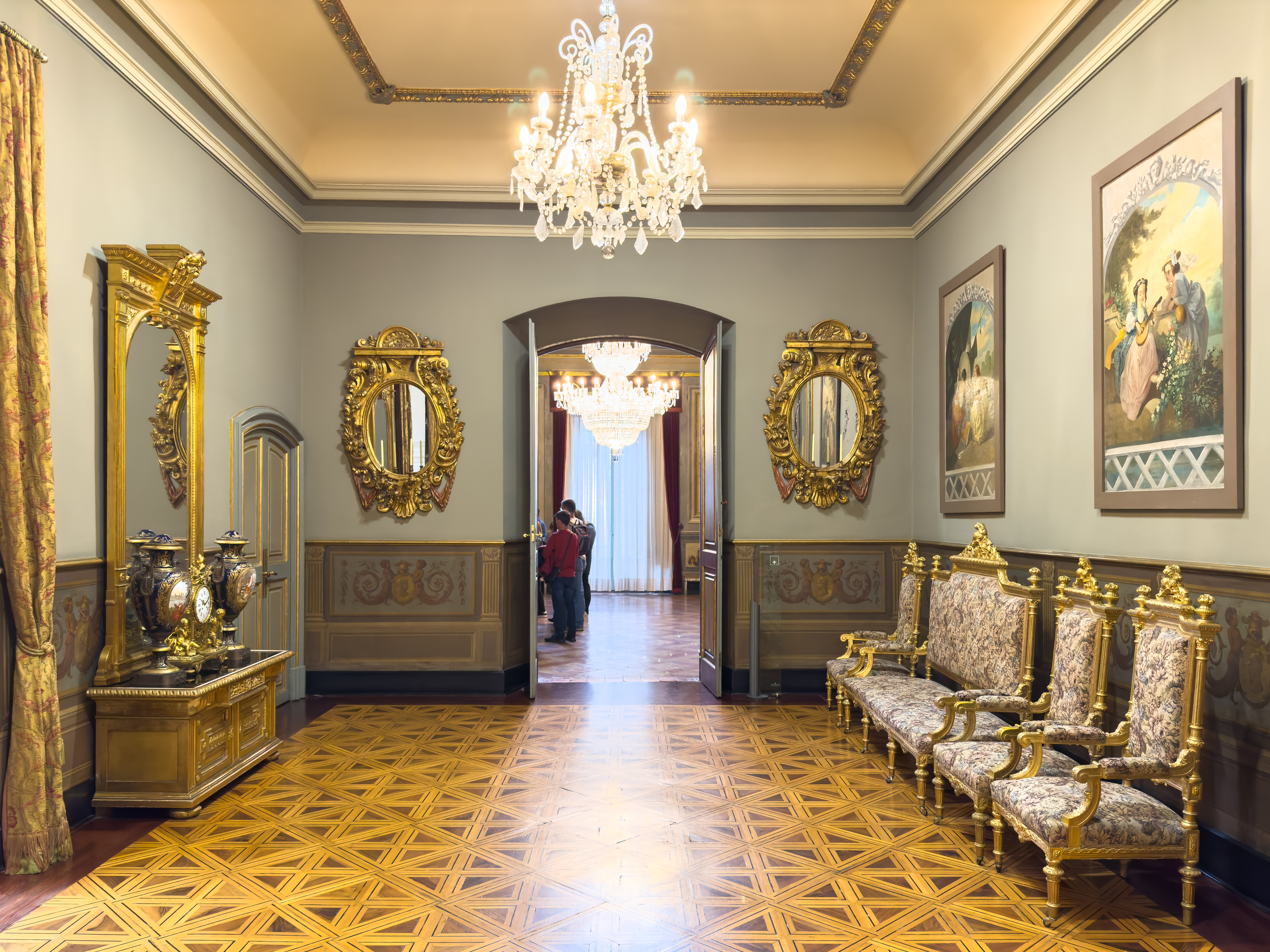
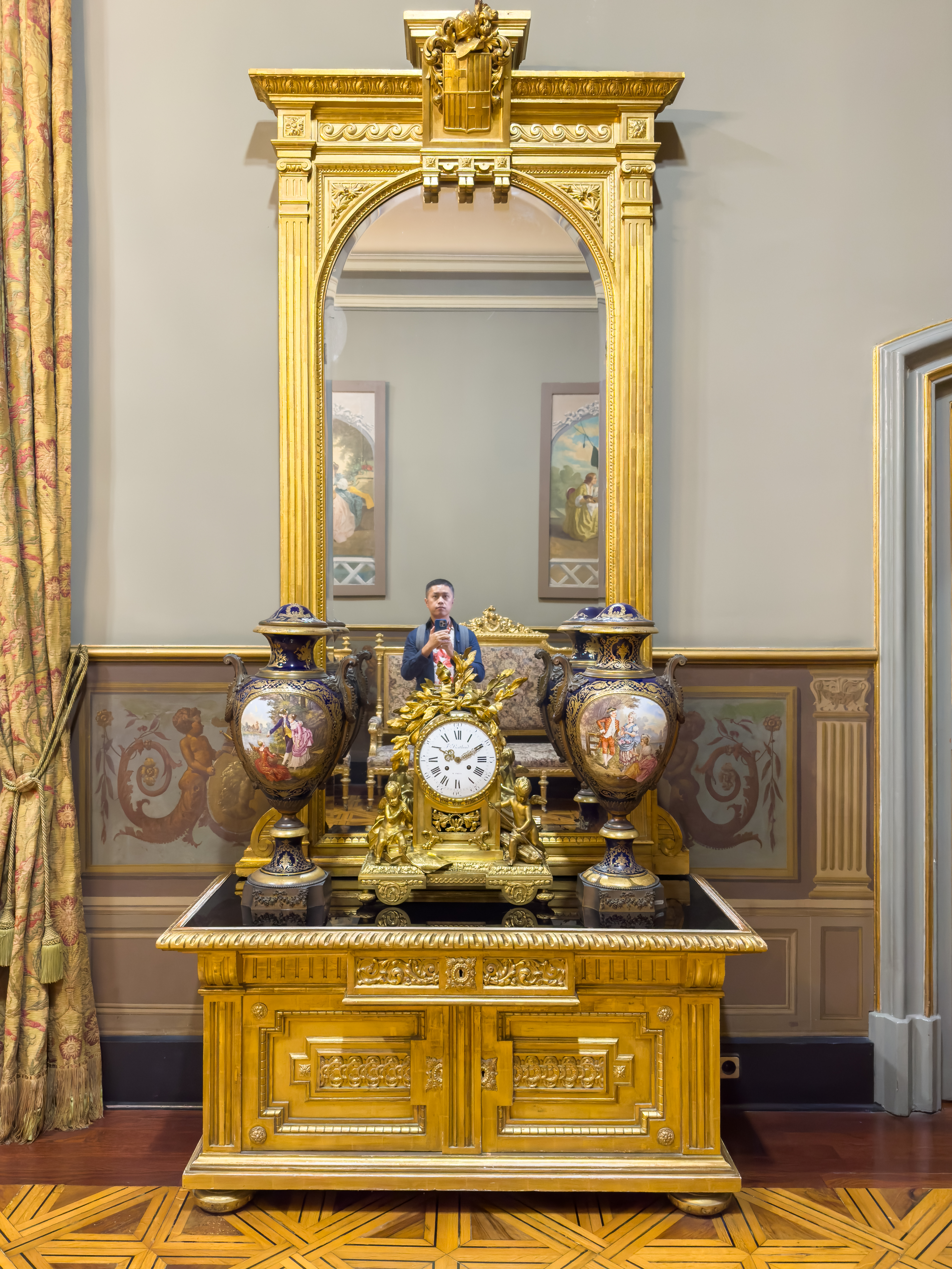
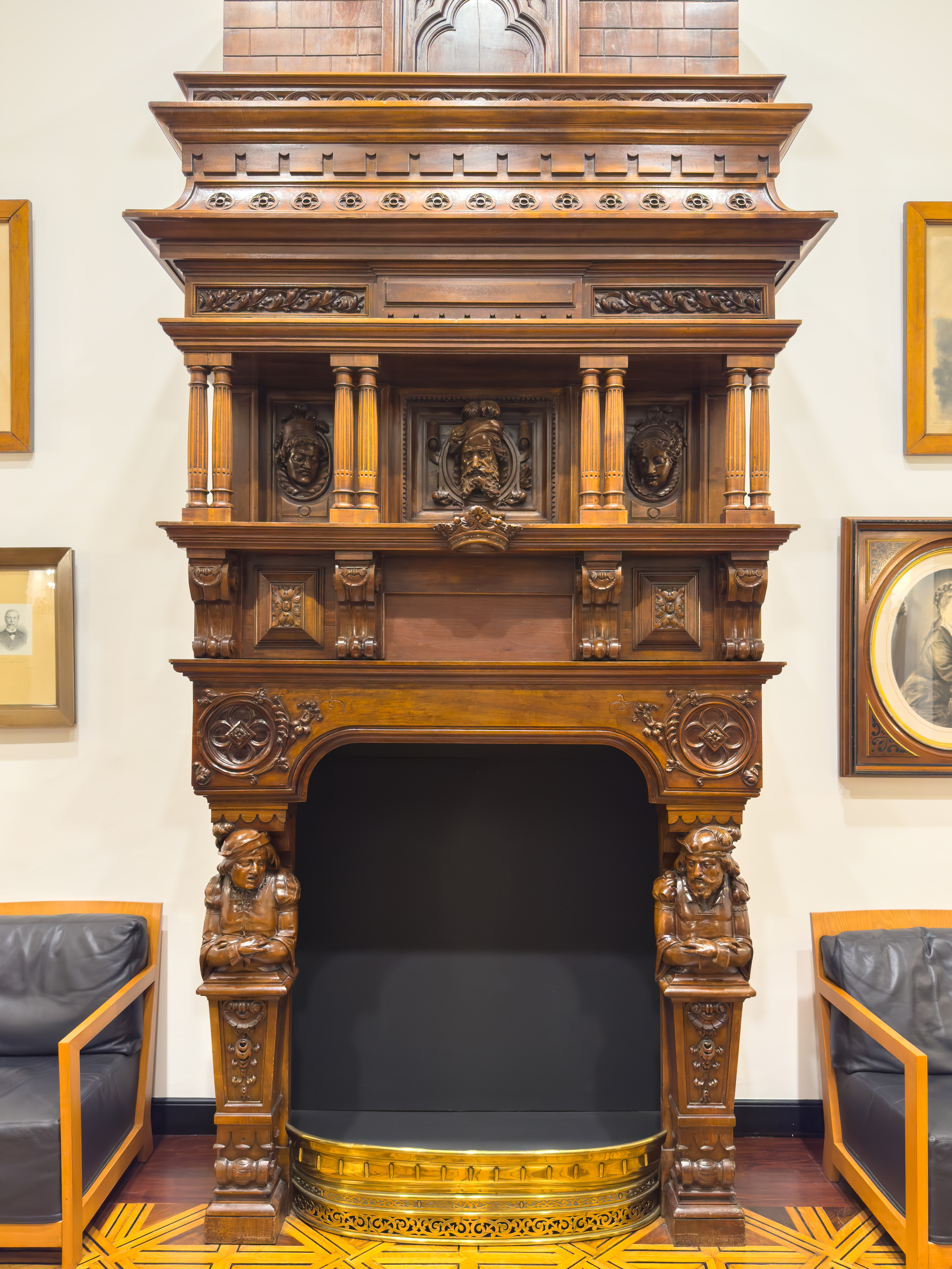
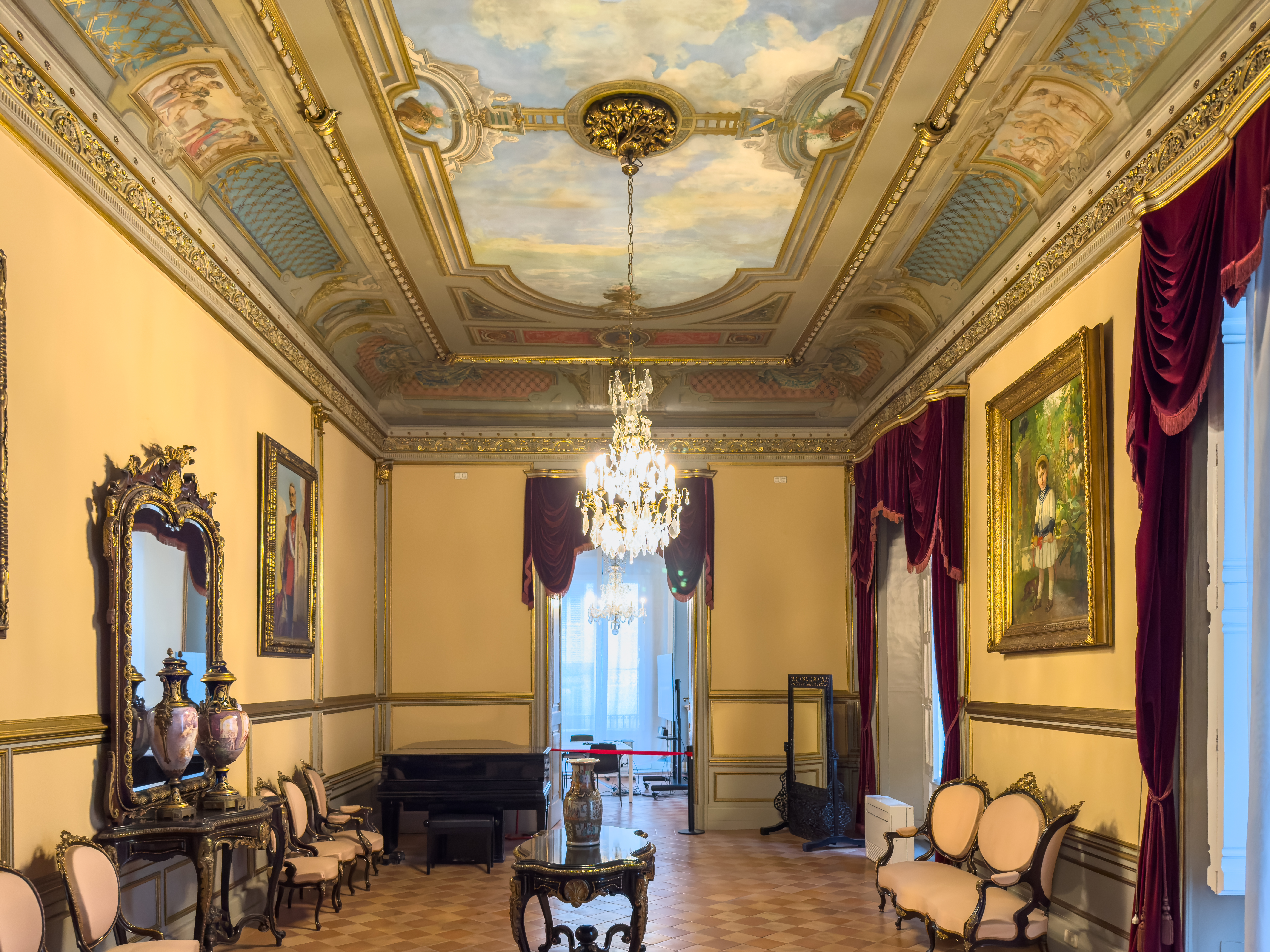
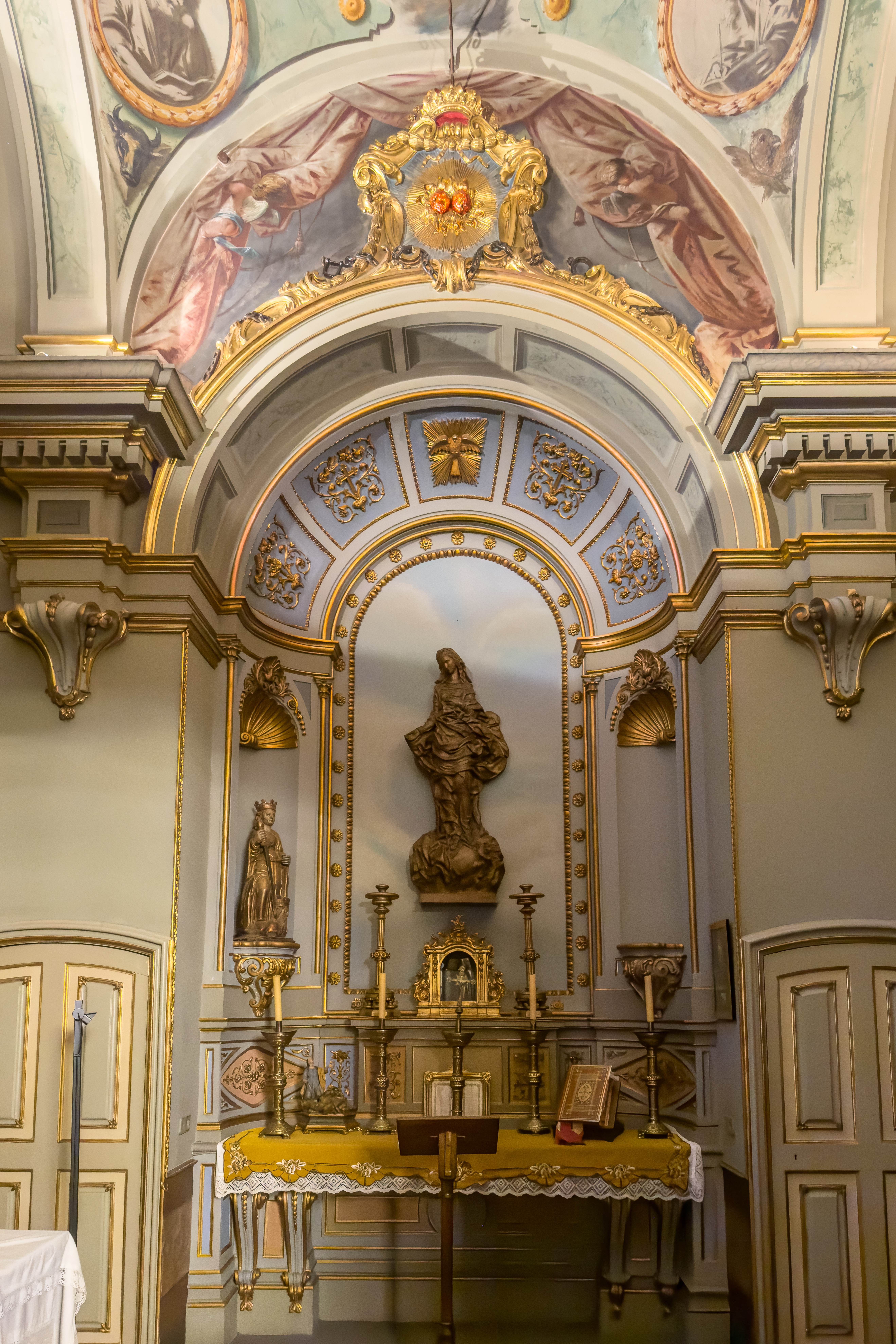
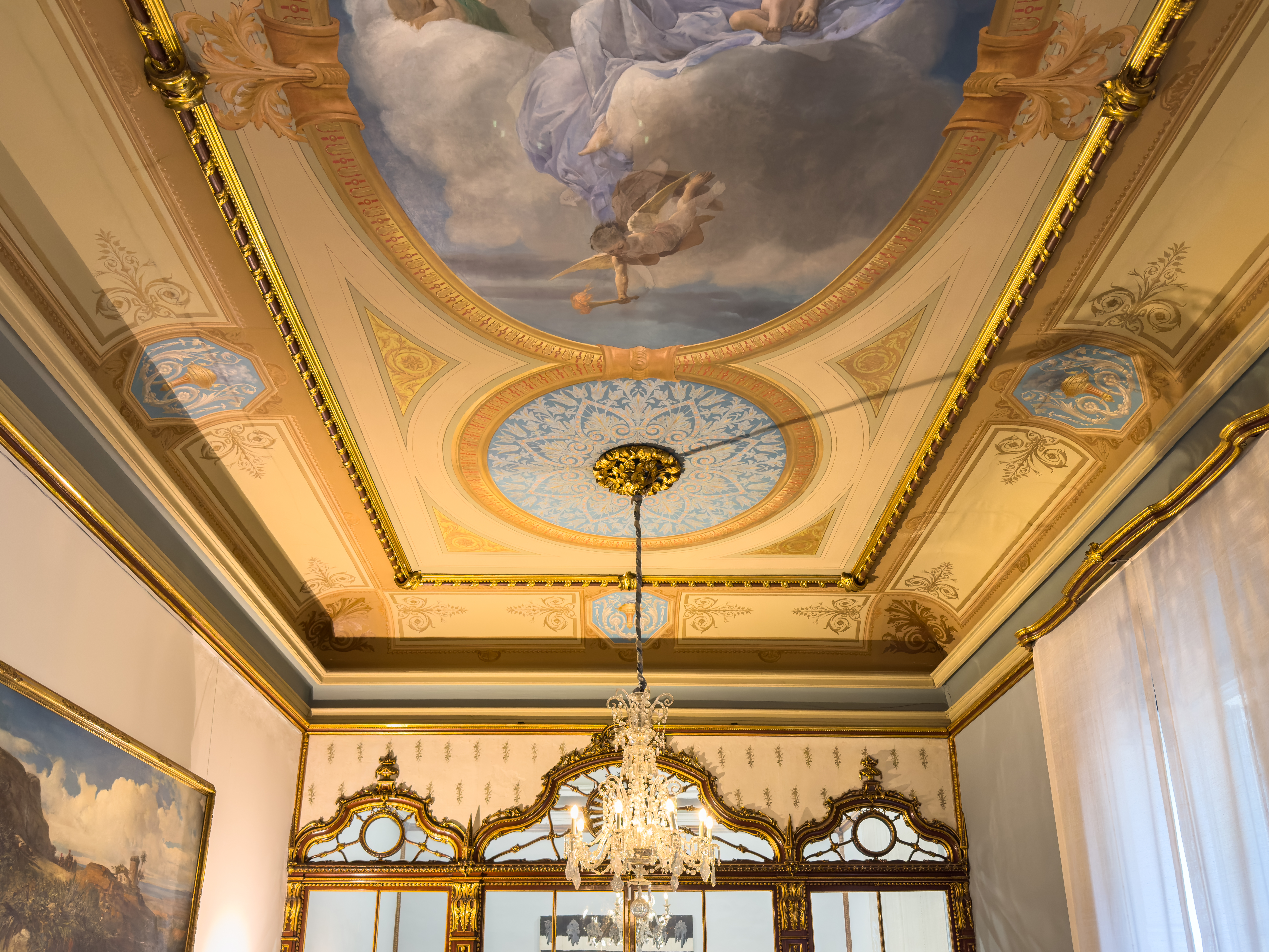